# باشگاه فوتبال استیونج
باشگاه فوتبال استیونج (به انگلیسی: Stevenage Football Club) یک باشگاه فوتبال در شهر استیونج، کشور انگلستان است که در سال ۱۹۷۶ میلادی تأسیس شده‌است.